# 3790 Raywilson
A 3790 Raywilson (ideiglenes jelöléssel 1937 UE) a Naprendszer kisbolygóövében található aszteroida. Karl Wilhelm Reinmuth fedezte fel 1937. október 26-án.